# Pinakates
Pinakates (Grieks: Πινακάτες) is een dorp in de deelgemeente (dimotiki enotita) Milies.
Het bergdorp is gelegen ongeveer 25 kilometer ten zuiden van de stad Volos in het voormalige departement Magnesia. Tot 2001 was Pinakates een zelfstandig dorp.

## Nabijgelegen plaatsen
- Agios Georgios Nileias
- Vyzitsa
- Milies
- Kala Nera
- Volos

## Etymologie
De oorsprong van de naam van het dorp komt waarschijnlijk van de eerste inwoners die pinakas (vervaardiger van houten tableaus of in het lokale dialect pinakia (πινάκια) genoemd werden. Misschien gaat het ook terug op Albanese roots.

## Geografie
Het dorp is gebouwd op de oostelijke hellingen van het bergachtige schiereiland Pilion. Van iets boven het dorp tot aan de Baai van Volos worden de hellingen gedomineerd door olijf- en appelboomgaarden en wijngaarden, de voornaamste bron van inkomsten voor de permanente bevolking van het dorp. De hoger gelegen delen van het schiereiland worden aan de natuur overgelaten en voornamelijk bezocht door wandelaars, jagers op everzwijnen en plukkers van paddenstoelen en kruiden).

## Geschiedenis
De eerste vermelding van Pinakates is aangetroffen in Γεωγραφία Νεωτερική περί της Ελλάδο (Geografia Neoteriki peri tis Ellados) van Daniil Filippidis en Grigoriou Konstantas gepubliceerd in 1791 te Wenen. Het dorp bestond op dat moment uit ongeveer honderd huizen. In 1860 bevatte het dorp zo'n 800 inwoners, verdeeld over 160 families. Pas toen het dorp onderdeel ging uitmaken van Griekenland door de bevrijding van Thessaly in 1881 werd er een school gevestigd. Bij de opening had de school 56 leerlingen.
In de loop van de jaren groeide de productie van olijfolie en druiven uit tot de grootste bron van inkomsten, vooral de productie van olijfolie droeg bij aan de economische groei. In 1900 werd een fabriek voor de productie van olie en zeep gesticht, deze fabriek bood werk aan ongeveer 300 mensen.
Pinakates wordt beschouwd als het meest authentieke van de 24 dorpen op het schiereiland Pilion. Het dorp is zo goed bewaard gebleven, omdat het tot voor kort alleen bereikbaar was via één weg die doodliep in het dorp. Alle andere toegangswegen waren alleen begaanbaar te voet of per muilezel. In 1973 werd Pinakates aangesloten op het elektriciteitsnet en een paar jaar later werd een busverbinding met Volos tot stand gebracht.
De geïsoleerde ligging op de berghelling heeft het dorp bewaard maar betekende ook bijna de ondergang. Gedurende het laatste decennium van de vorige eeuw werd het dorp in de winter door slechts vijf families bewoond terwijl het in 1828 een thuis bood aan zo'n duizend inwoners. Anno 2007 telt het dorp zo'n 150 inwoners al bevat de kieslijst ongeveer 350 namen. Veel van deze mensen zijn echter verhuisd naar naburige dorpen.
Pinakates was tot 2001 een zelfstandige gemeenschap, in dat jaar is het opgegaan in de gemeente Milies. Door de afname van de bevolking heeft het dorp geen school meer. De dichtstbijzijnde scholen, lyceum en gymnasium, zijn in Milies.

## Overig
In Pinakates staan meerdere kerken. Het dorpsplein, de plateia wordt gedomineerd door een plataan van meer dan 500 jaar oud met een stamomtrek van 11 meter. Ook staat er een in marmer uitgevoerde fontein. Het aanbod voor toeristen in het dorp bestaat uit enkele kleine hotels en restaurants. Pinakates is een startpunt voor wandelingen door de natuur. Kala Nera is, wandelend langs de oever van de Baaiis, in iets meer dan twee uur te bereiken. Een wandeling naar Tsagarada, aan de westzijde van het schiereiland, duurt ruim vier uur en voert over de rug van de bergen via eeuwenoude ezelspaadjes door natuurlijke bossen.